# Giuseppe Amendola
Giuseppe Amendola (* 1759 in Palermo; † 1808 ebenda) war ein italienischer Komponist und Musikpädagoge.
Amendola wurde 1772 als Kapellmeister Benedetto Maria Grifeos, des Herzogs von Ciminna, erwähnt, in dessen Diensten er vermutlich bis zu seinem Tode stand. Für das Jahr 1801 ist ein Auftritt als Kapellmeister am Cembalo bei einer Aufführung von Pietro Carlo Guglielmis Oper Le convenienze teatrali am Teatro di Santa Cecila nachgewiesen. Seine eigene Oper Il Begliar-Bey di Caramania wurde 1776 im Schloss des spanischen Königs Karl III. aufgeführt. Eine Version in Form einer Zarzuela kam unter dem Titel El Belerbey di Caramania in Madrid auf die Bühne, eine gekürzte Fassung mit dem Titel La schiava fedele wurde 1778 in Bologna gezeigt. Am Kleinen Churfürstlichen Theater in Dresden stand die Oper als Il Beglierbei di Caramania von 1780 bis 1782 auf dem Spielplan. Vermutlich um 1790 gab Amendola dem jungen Nicolas Isouard Unterricht in Harmonielehre.